# Adoneta bicaudata
Adoneta bicaudata är en fjärilsart som beskrevs av Dyar 1904. Adoneta bicaudata ingår i släktet Adoneta och familjen snigelspinnare. Inga underarter finns listade i Catalogue of Life.